# Wilhelm Marc

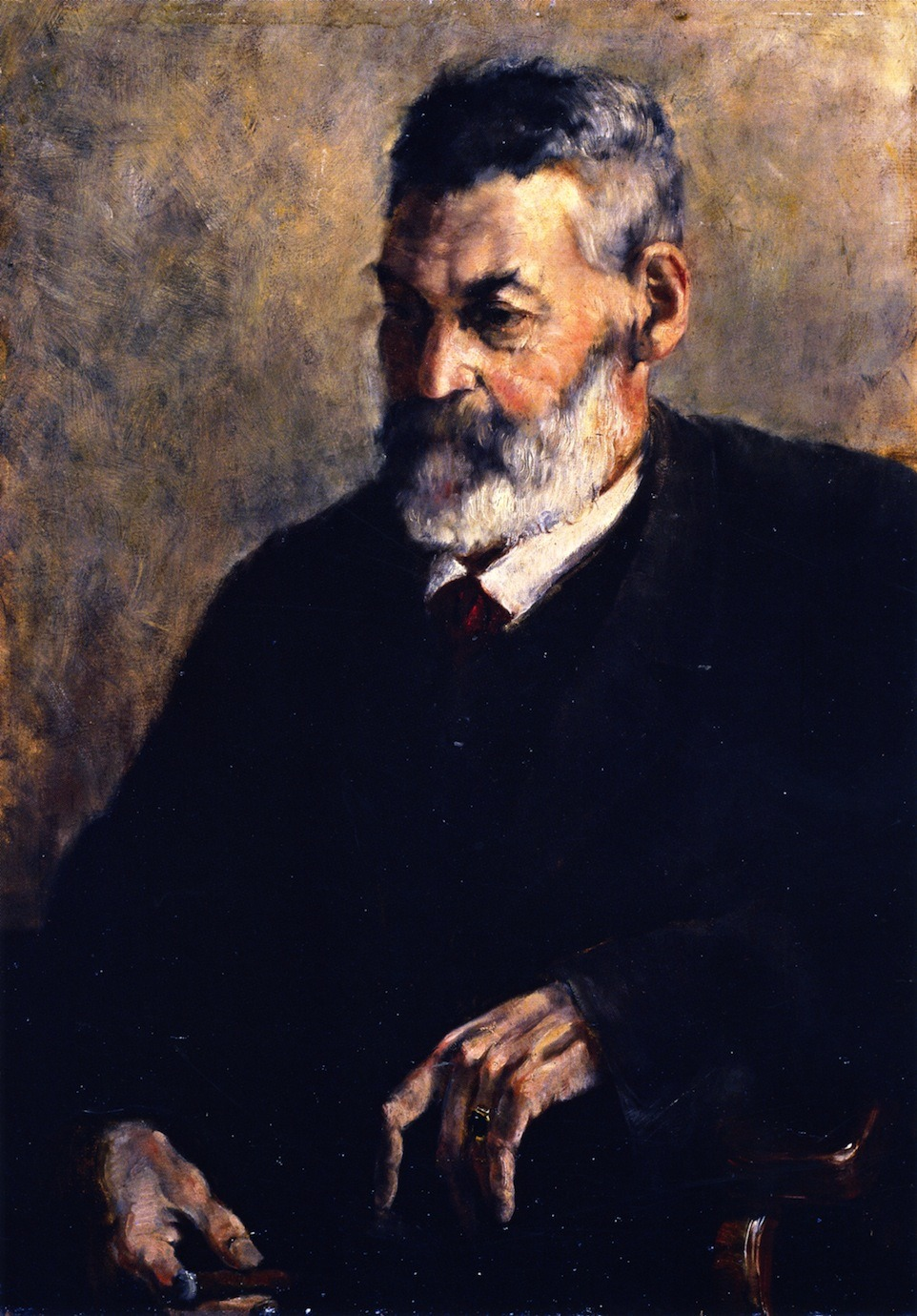
Franz Marc: Bildnis des Vaters, 1902, Städtische Galerie im Lenbachhaus, München

Moriz Eduard Wilhelm Marc (* 9. Oktober 1839 in Landshut; †  26. Mai 1907 in München) war ein deutscher Maler.

## Leben und Wirken

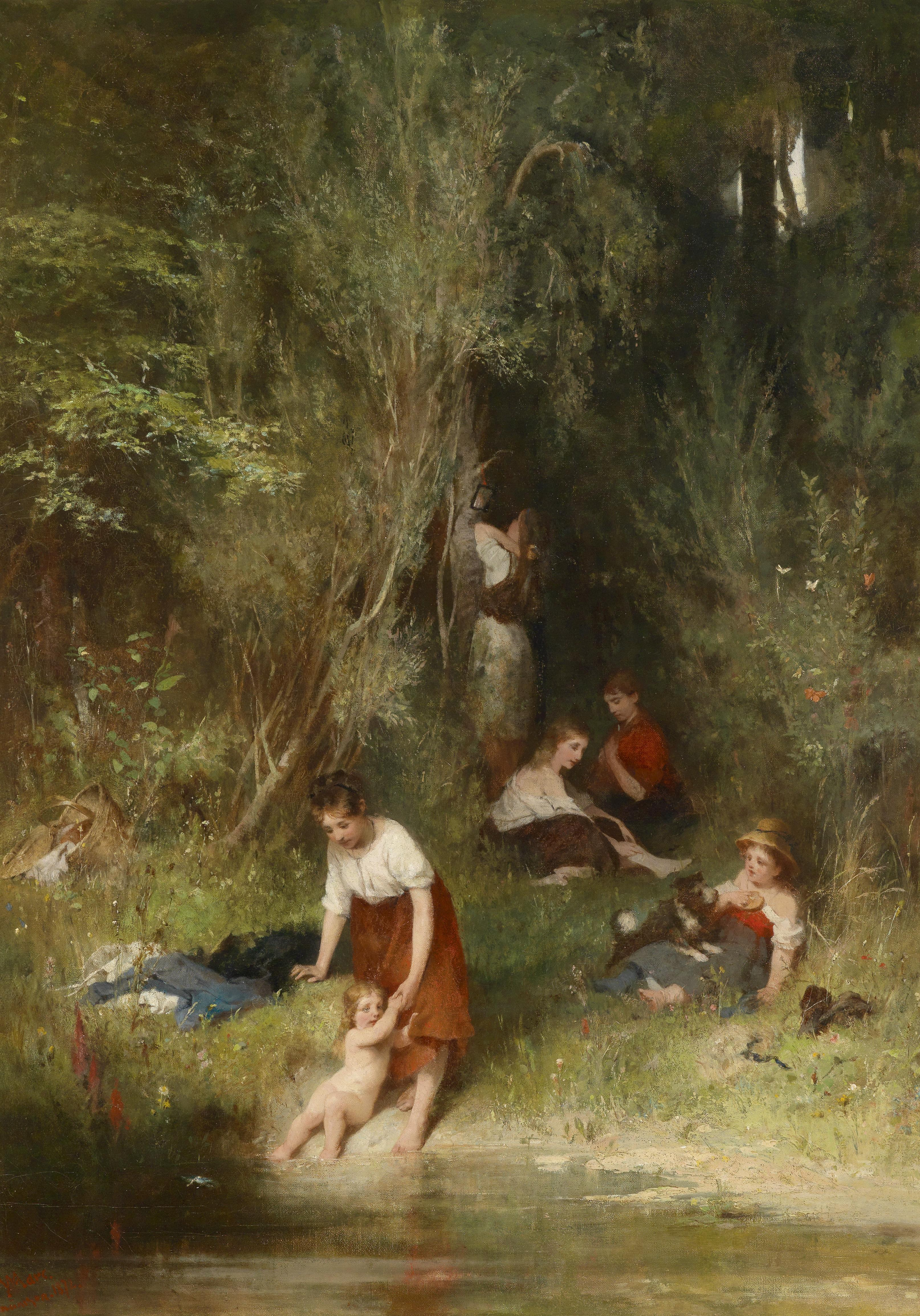
Wilhelm Marc: Kinder am Teich, 1872

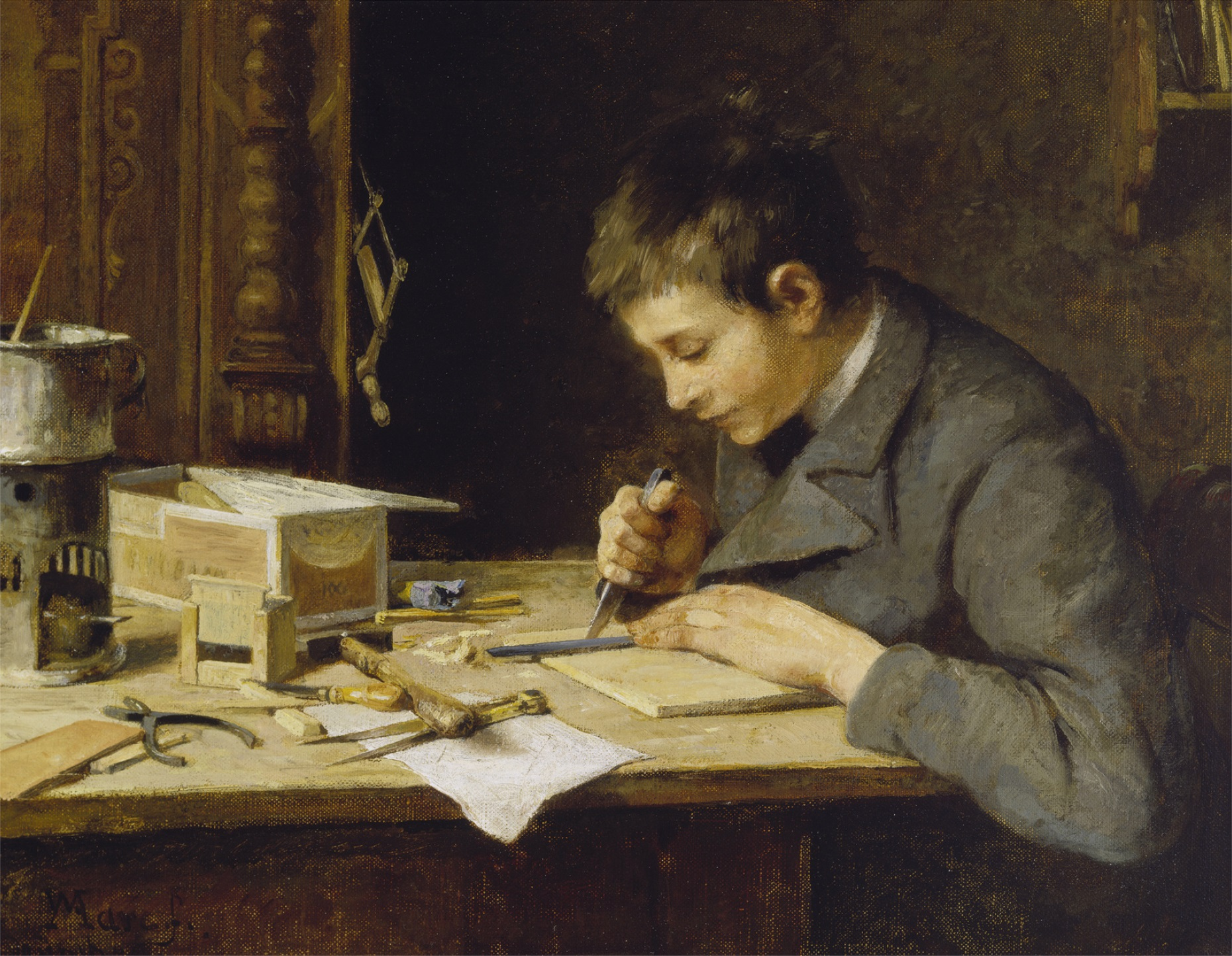
Wilhelm Marc: Franz Marc beim Holzschneiden, um 1895, Franz Marc Museum, Kochel am See

Wilhelm Marc entstammte einer oberbayerischen Beamtenfamilie. Seine Eltern, den Juristen Moritz August Marc (1799–1852) und dessen Frau Pauline von Pelkhoven (1806–1843), verlor er bereits im Kindesalter. Auf Wunsch seines Onkels und Vormundes Maximilian von Pelkhoven studierte er ab 1858 erst Jura. Nach seinem Abschluss studierte er seit 1863 an der Königlichen Akademie der Künste in München Malerei.
Marc widmete sich der Landschafts- und Genremalerei. Sein Lehrer war Erich Correns, mit dem er 1870 eine seiner drei Italienreisen unternahm. 1868 und 1877 bereiste er ebenfalls das Land. 1870 bis 1877 folgten Jahre des unbeschwerten Reisens und Künstlerlebens. Er hielt sich u. a. in verschiedenen Teilen Deutschlands auf, erkundete Elsass-Lothringen, Österreich und Ungarn sowie besuchte mehrmals St. Petersburg in Russland. 1895 konvertierte Marc zum Protestantismus, nachdem im Jahre 1800 bereits einer seiner Vorfahren vom jüdischen zum katholischen Glauben übergetreten war. Ende der 1880er Jahre erkrankte Marc an Multipler Sklerose, war daher ab 1894 arbeitsunfähig und bezog eine Künstlerpension von 750 Mark im Jahr.
Seine Arbeiten werden der Münchner Schule zugerechnet. Von König Ludwig II. beauftragt, schuf er Malereien für die Schlösser Linderhof (Ausmalung des Hubertus-Pavillon, heute zerstört) und Herrenchiemsee (Deckengemälde im Kriegssaal, nach dem Deckengemälde von Charles Le Brun im Schloss von Versailles).
Wilhelm Marc war Mitglied der Münchener Künstlergenossenschaft und stellte regelmäßig auf den Weltausstellungen aus, so u. a. 1876 in Philadelphia/USA oder 1888 in Melbourne/Australien. Er nahm an etwa 60 Ausstellungen im In- und Ausland teil.
Sein berühmter Sohn Franz Marc wurde als zweites Kind Marcs und seiner aus dem Elsass stammenden Frau Sophie, geb. Maurice (1847–1926) geboren. Der ältere Sohn Paul Marc (1877–1949) war Byzantinist.